# Begonia exalata
Espèce
Statut de conservation UICN

 VU D2 : Vulnérable
Begonia exalata est une espèce de plantes de la famille des Begoniaceae.
L'espèce fait partie de la section Knesebeckia.
Elle a été décrite en 1908 par Casimir Pyrame de Candolle (1836-1918).

## Répartition géographique
Cette espèce est originaire du pays suivant : Équateur.